# Tirrena-Adriàtica 1995
La Tirrena-Adriàtica 1995 va ser la 30a edició de la Tirrena-Adriàtica. La cursa es va disputar en vuit etapes entre el 8 i el 15 de març de 1995, amb un recorregut final de 1.422,0 km.
El vencedor de la cursa fou l'italià Stefano Colage (ZG Mobili), que s'imposà al també italià Maurizio Fondriest (Lampre-Panaria) i al rus Dmitri Kónixev (Aki), segon i tercer respectivament.

## Etapes
| Etapa | Data       | Recorregut                           | Km    | Vencedor d'etapa          | Líder de la general       |
| ----- | ---------- | ------------------------------------ | ----- | ------------------------- | ------------------------- |
| 1a    | 8 de març  | San Giuseppe Vesuviano - Pompeia     | 174,0 | Erik Zabel (GER)          | Erik Zabel (GER)          |
| 2a    | 9 de març  | Cassino - Ferentino                  | 182,0 | Maximilian Sciandri (GBR) | Maximilian Sciandri (GBR) |
| 3a    | 10 de març | Anagni - Santa Marinella             | 167,0 | Nicola Minali (ITA)       | Maximilian Sciandri (GBR) |
| 4a    | 11 de març | Santa Severa - Sorano                | 200,0 | Stefano Colage (ITA)      | Stefano Colage (ITA)      |
| 5a    | 12 de març | Porto S.Stefano - Soriano nel Cimino | 175,0 | Gianluca Pierobon (ITA)   | Stefano Colage (ITA)      |
| 6a    | 13 de març | Terni - Comunanza                    | 180,0 | Nicola Minali (ITA)       | Stefano Colage (ITA)      |
| 7a    | 14 de març | Monte Urano - Torre San Patrizio     | 180,0 | Stefano Zanini (ITA)      | Stefano Colage (ITA)      |
| 8a    | 15 de març | S.B del Tronto - S.B del Tronto      | 164,0 | Jan Svorada (CZE)         | Stefano Colage (ITA)      |

## Classificació general
|    | Ciclista                 | Equip               | Temps       |
| -- | ------------------------ | ------------------- | ----------- |
| 1  | Stefano Colage (ITA)     | ZG Mobili           | 37h 35' 39" |
| 2  | Maurizio Fondriest (ITA) | Lampre-Panaria      | + 22"       |
| 3  | Dmitri Kónixev (RUS)     | Aki                 | + 27"       |
| 4  | Davide Rebellin (ITA)    | MG Maglificio       | + 29"       |
| 5  | Michele Coppolillo (ITA) | Navigare-Blue Storm | + 43"       |
| 6  | Gabriele Colombo (ITA)   | Gewiss-Ballan       | + 49"       |
| 7  | Massimiliano Lelli (ITA) | Mercatone Uno-Saeco | + 52"       |
| 8  | Simone Borgheresi (ITA)  | Amore & Vita        | + 57"       |
| 9  | Beat Zberg (SUI)         | Carrera             | + 1' 01"    |
| 10 | Luca Gelfi (ITA)         | Brescialat          | + 1' 01"    |